# Laufabrauð

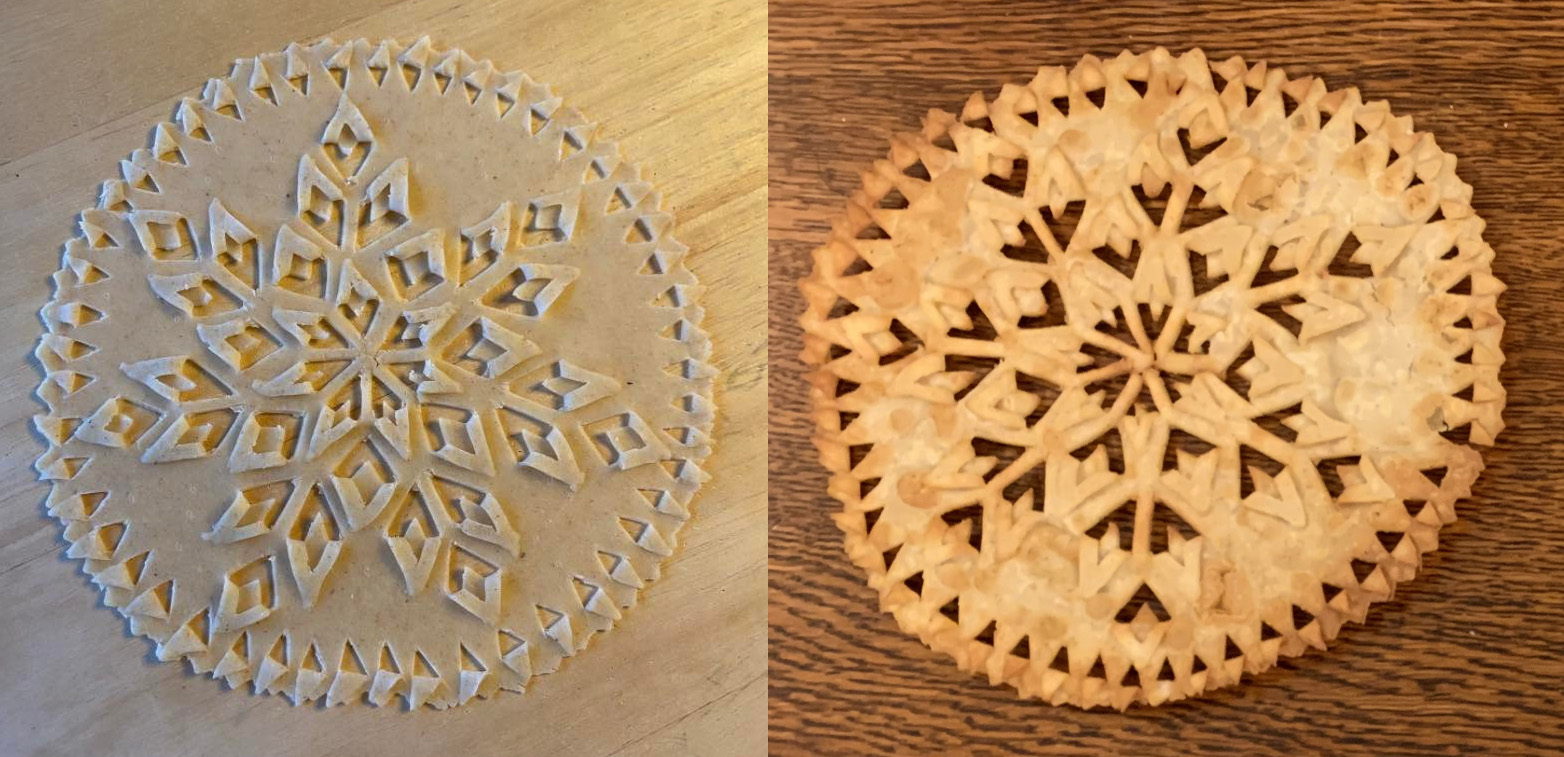
Antes y después de freír.

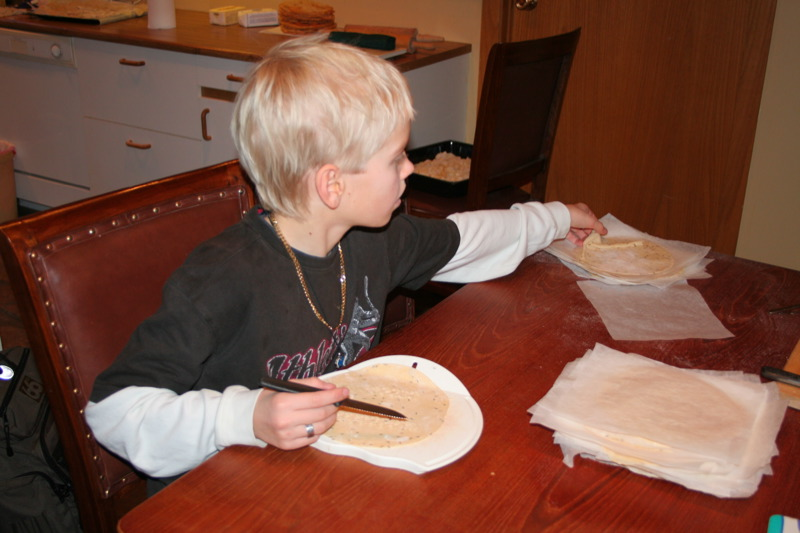
Niño decorando un laufabrauð antes de freírlo.

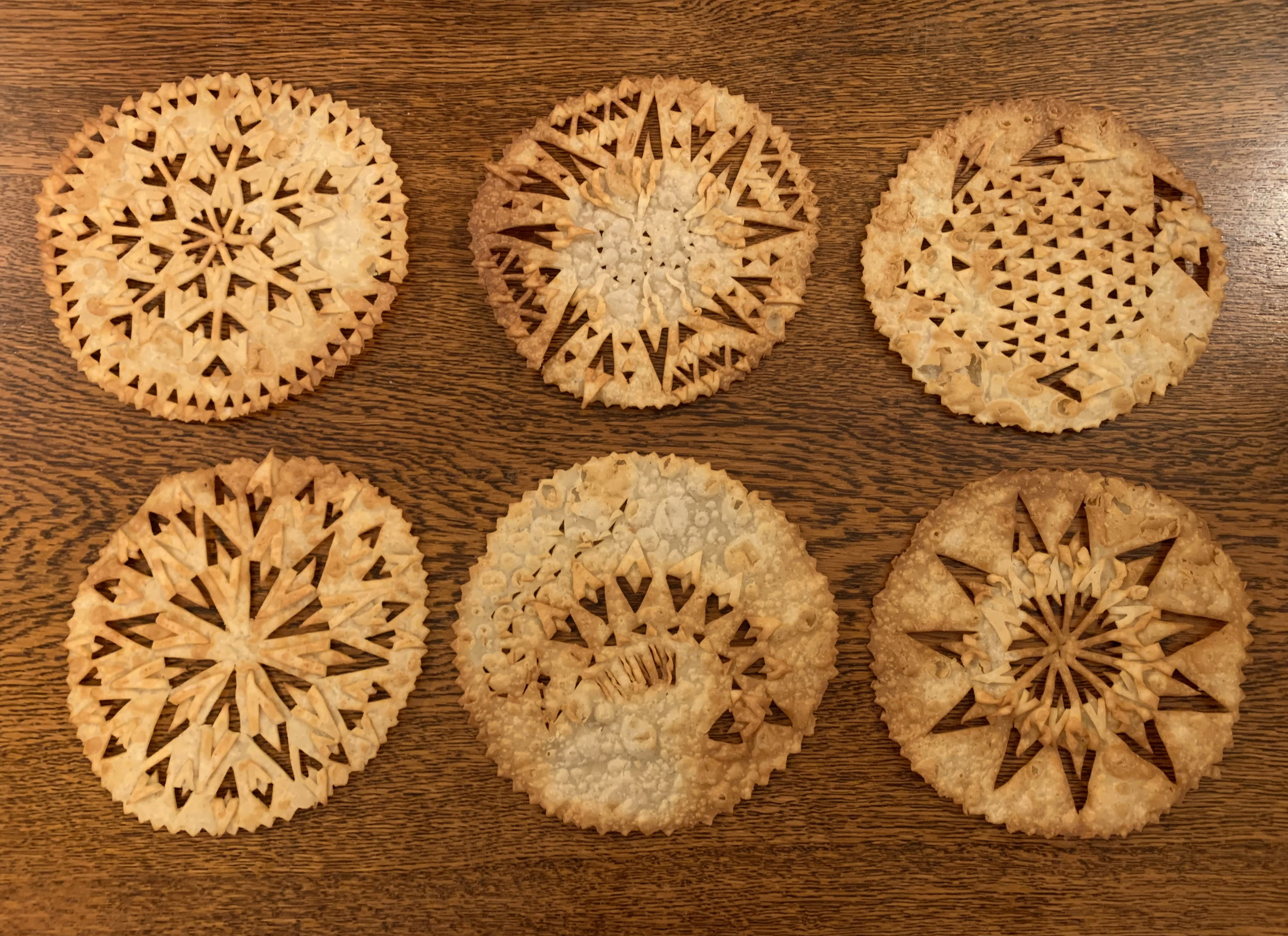
Diversos diseños.

El laufabrauð (en islandés ‘pan hoja’) es un tipo tradicional de pan islandés que se toma con mayor frecuencia en la época navideña. Originario del norte de Islandia, actualmente se consume en todo el país. Consiste en pasteles planos redondos y muy finos con un diámetro de unos 15 a 20 cm, decorado con patrones geométricos parecidos a hojas, que se fríen brevemente en grasa caliente.
El laufabrauð puede comprarse en panaderías o hacerse en casa, ya sea a partir de masa preparada o desde cero; los patrones se cortan a mano o se crean usando un rodillo de latón pesado, el laufabrauðsjárn. Su elaboración casera suele hacerse en familia y a menudo es una parte esencial de los preparativos navideños, reuniéndose varias generaciones para participar en la decoración.